# Dolnji kraji
Donji krajevi (starohrv. Dolnji kraji, lat. Partes inferiores) ili Donji kraji (u starijoj literaturi) su povijesna regija, poluatonomno granično područje između hrvatske jezgre i Bosanske Banovine, koja je nastala iz župa: Plive, Luke, Uskoplja i Pseta. Prostirali su se od Vrbanje i Vrbasa na istoku do Sane na zapadu. Donji krajevi prvi se put spominju 1244. zajedno s Usorom i Solima kao jedan od dijelova Banovine Bosne.
Pravoj Bosni na zapad i sjeverozapad pripadali su se krajevi, koji su pripadali Hrvatskom Kraljevstvu. Konstantin Porfirogenet spominje među 12 župa Bijele Hrvatske: Hlivno (današnje Livanjsko polje), Pset (oko Bosanske Krupe i Bosanskog Petrovca) i Plivu (oko Jajca i rijeke Plive). Pliva, Luka (Dnoluka) i Uskoplje oteti su već prije Kulina bana od Hrvatske i pripojeni Bosni. Kasnije, za Stjepana II. Kotromanića (1325.) širi se vlast bosanskih banova preko starohrvatske župe Triju polja (Duvno, Livno i Glamoč). Ta se oblast kasnije zove Završje ili Zapadna strane. Župa Pset nije nikada Bosni pripadala do dolaska Turaka.
Oko Jajca i srednjeg Vrbasa počelo stvarati područje pod imenom Donjih krajeva od župa, koje su prije bile sastavnim dijelom hrvatske banovine. Bilo je to u 12. i 13. stoljeću. Osim Plive i Luke pripadoše Donjim Krajevima još župe Banica (oko Ključa), Zemljanik (između Sane i Vrbasa sa središtem na Zmijanju), Vrbanja (oko istoimene rijeke), a kasnije Glaž na međi Usore i krajeva. Još godine 1372. piše papa Grgur XI., da je župa Glaž (oko današnjeg Prnjavora i Ukrine) "u vlasti ugarskog (hrvatskog) kralja", a malo kasnije dobiva je ban Tvrtko. U Donjim Krajevima od Kotor-Varoša preko Jajca do Glamoča vlada moćna hrvatska obitelj Stipanića, koja se kasnije prozva Hrvatinićima. Iz nje potječe najsilniji velikaš srednjovjekovne Bosne Hrvoje Vukčić Hrvatinić, "veliki vojvoda bosanskog rusaga i herceg splitski". Kad je kraj oko gornjeg Vrbasa pa dalje na Kotor Varoš i ušće Ukrine bio odavna hrvatski, ne treba dalje ni govoriti o dijelovima današnje Bosne, koji ostaše na sjever i sjeverozapad Donjih krajeva.

## Smještaj i etimologija
Donji krajevi su onaj predio, koji se širi u porječju gornjeg i srednjeg Vrbasa i Sane. To obuhvaća svekoliko područje, koje je smješteno u unutrašnjosti trokuta, kojemu je vrh na gornjem Vrbasu kod srednjovjekovnog Skoplja, današnjeg Donjeg Vakufa, između planina: Dekale (1535 m), Vitoroga (1907 m), Čardaka (1647 m), Crne Gore (1630 m), Srnetice (1390 m) i Grmeča (1480 m) sa sjeverozapadne, a Majdanske (650 m) na lijevoj obali, te Beharemaginice (590 m) na desnoj obali Sane, pak Uzlomca (942 m) na desnoj obali Vrbasa, a Borje planine (1077 m) sa sjeverne, te konačno Očauša (1283 m), Zastjena (1208 m), Vlašića (1919 m) i Plane (1510 m) s jugoistočne strane. Sva ta unutrašnjost, sačinjavala je krajem 14. i početkom 15. stoljeća Donje krajeve.
Ime im svakako proizlazi iz smještaja jer leže u podnožju visokih planina, koje ih okružuju, i to mnogo niže, nego li njima susjedni predjeli s istoka i zapada. Novije ime za to područje Bosanska krajina ili samo Krajina, potječe od negdašnjeg imena Donji kraji. Osim Vrbasa i Sane, protječu i rječice Pliva i Vrbanja, natapajući ovaj goroviti, ali ipak bujnim šumama pokriveni predio. Međutim, Donji krajevi nisu uvijek zapremali toliki prostor jer su vremenom sastavljeni, i to od politički prvobitno čisto hrvatskih župa, tj. onih s lijeve strane Vrbasa, i onih koji su bili dio hrvatske banovine Bosne s desne obale.

## Hrvatsko Kraljevstvo
Svi krajevi, oko Bihaća, Krupe, Cazina, Sanskog Mosta, Dubice, Petrovca, Gradiške, Prijedora i Banje Luke, ili nisu nikada Bosni pripadali prije njezina pada (1463.) ili su pripadali pojedinim bosanskim velikaškim porodicama tako kratko vrijeme, da se za njih s pravom može reci, da nikad nisu bili definitivnim sastavnim dijelom sredovjekovne Bosne. Oni su uvijek bili hrvatski. Tako se npr. Dubica prestala brojiti hrvatskom župom zbog toga, što ju je veliki vojvoda Hrvoje oteo 1398. i vladao njom četiri godine.
Zapadni dio ovih krajeva pripadao je Hrvatskoj, a istočni Slavoniji. Hrvatskoj su spadale ove plemenske župe: gorička, drežnička, psetska, lapačka sa sjedištem u Konobi (danas Rmanj), humska (oko Ripca) i unačka. Tu su danas mjesta: Unac, Drvar, Bosanski Petrovac, Bosanska Krupa, Cazin, Vrnograč i prije svega Bihać. Kad je pao Bihać u turske ruke (1592.), zove ga mletački poslanik u izvješću duždu "glavnim gradom (metropolitana) Hrvatske", jer je tu više puta zasijedao hrvatski sabor i stolovao hrvatski podban. Unu tada smatraju najvažnijom hrvatskom rijekom. Sredovjekovnoj Slavoniji pripadale su među ostalim i zupe dubička, sanska (oko Prijedora), mrenska (oko Sanskog Mosta), vrbaska (oko Banje Luke i Gradiške) i glaška (oko Prnjavora). U crkvenom pogledu pripadale su Zagrebačkoj biskupiji.
Iz navedenih krajeva potječu glasoviti hrvatski velikaški rodovi: Babonići Blagajski iz Blagaja na Sani, Kolonići iz istoimenog mjesta kod Petrovca (jedan je Kolonić postao bečkim kardinalom-nadbiskupom), Kobašići od Brekovice, Šturlići, Jelačići, Farkašići, Alapići, Križanići, Kopčići, Korići, Nemčići (od Jezerskog) i drugi. Svoje posjede imaju tu Frankopani (Trzac), Keglevići (Buzim), Šubići Zrinski (Ostrovicu), Karlovići i Kružići, sve sama velika imena u hrvatskoj povijesti. Od katoličkih hrvatskih plemića potječu među ostalim begovska obitelj Poprženovića, Beširevića, Badnjevića, Grošića i Evlijića. Sačuvan je veći broj glagoljaških listina, pisanih u Bihaću, Krupi i drugdje. U tim krajevima nađen je veći broj latinskih natpisa s grobova i gradina hrvatskih plemića. U Slatini kraj Banje Luke i kod Gradiške pronađeni su glagoljaški natpis na kamenu. Sve gore spomenuto upućuje na pripadnost krajeva, koji će poslije biti poznati kao Turska Hrvatska.

## Bosanska banovina

### 13. stoljeće i prva veza s banovinom u Bosnom
Donji se krajevi prvi put spominju 20. srpnja 1244. uz Usoru i Soli, kao sastavni dio Banovine Bosne, koja je tada (za Mateja Ninoslava) bila dio hrvatsko-ugarskog kraljevstva. Kralj Bela IV. naime odredi spomenutog dana, da biskup bosanski (a tada je to bio dominikanac Ponsa) i kaptol njegov imaju pravo skupljati u ime svojih prihoda desetinu u Usori, Solima i Donjim krajevima. Na taj način je područje po prvi puta povezano s Bosanskom Banovinom. Osim Plive i Luke pripadoše Donjim Krajevima još župe Banica (oko Ključa), Zemljanik (između Sane i Vrbasa sa središtem na Zmijanju), Vrbanja (oko istoimene rijeke), a kasnije Glaž na međi Usore i Krajeva.
Sljedeći ban Prijezda, kao vazal hrvatsko-ugarskog kralja Bele IV. prepušta cijelu župu Resnik/Zemljanik svome zetu, slavonskom banu Stjepanu Baboniću, koji je imao sjedište u župi Sani, gradu Blagaju, po kojima je ta plemenićka obitelj bila kasnije poznata. Babonići su u 13. stoljeću kao slavonski banovi okupili golem posjed između Gvozda te rijeka Kupe, Save i Bosne i Drine na istoku.

### 14. stoljeće i uspon Hrvatinića
Za vrijeme Hrvatina Stipanića (1299. – 1304.), koji se spominje kao knez u Donjim krajima, malena kneževina potpada pod vlast njegova rođaka hrvatskog bana Pavla I Šubića, bribirskog, koji uzima i titulu "Gospodara cijele Bosne". U zamjenu za prihvaćenje vlasti hrvatskog bana Šubića, Hrvatin Stjepančić je utvrdio svoju vlast i proširio utjecaj svoje obitelji u Donjim Krajima, stekavši naziv kneza Donjih Kraja. Nakon njegove smrti 1315., njegovi sinovi Vukoslav, Pavle i Vukac nakon njega postaju vođe tog roda.
Povelja iz 1323., potvrđuje da je Vukoslav sin vojvode Hrvatina iz Ključa, te pokazuje da je glavno uporište kneževa Donjih Kraja bilo u gradu Ključu, središtu župe Banica. Šubići su vladali Donjim Krajima, skupa s Primorskom/Hrvatskom banovinom i Bosanskom Banovinom krajem 13. i početkom 14. stoljeća. Nakon njihovog sloma u bitci kod Bliske, njihovi rođaci Kotromanići su postali jači i ponovno preuzeli vlast u Bosni, te se nastavili širiti. Ban Stjepan II. (1320. – 1253.) je proširio svoju vlast, kao novog bana hrvatsko-ugarskog kraljevstva, na Hum, područja oko Neretve, primorja, kao i na stare hrvatske župe oko Livna, koje je preoblikovao u Završje, te obnovio vlast svoje dinastije u Donjim Krajima i Usori sa Solima (gdje su prije toga vladali Babonići). Tako je preuzeo vlast nad većinom zemalja Šubićeve banovine, osim krajnjeg zapada, zapadno od rijeke Cetine.
Donji Kraji, pod nazivom Olfeld, se spominju u povelji Stjepana II., bosanski ban, iz 1332., kao jedno od područja pod njegovom vlašću, gdje stoluju njegovi vazali, poznati hrvatski plemenitaški rod Stipanići, koji su se kasnije prozvali Hrvatinićima. Stjepan II., bosanski ban, potvrđuje njihovu Hrvatinićima vlast u starinskim župama Banici i Vrbanji, s gradovima Ključem i Kotorom, te im omogućuje širenje vlasti na župu Zemljanik, koja je ranije pripadala Babonićima. Godina dana nakon toga Hrvatinići, uz blagoslov Stjepana II., šire svoju vlast na skoro sve ostale župe i uspostavljaju svoju vlast u Donjim Krajima. Međutim, Stjepan II. im ne dodjeljuje titulu kneza Donjih kraja, nego im ostavlja lokalne titule, kao u primjeru Vukoslava, koji sebe naziva knezom Ključa. Treći Hrvatinov sin Vukac je vladao župom Vrbanjom. Trend davanja zemlje i gradova se nastavio i u zadnjoj povelji bana Stjepana iz 1351., koja potvrđuje Pavla i Vuka, nasljednicima kneza Vukoslava, nasljeđene posjede. Grad Ključ je bio dodijeljen trećem sinu, Vlatku Vukoslaviću. Uz Vukokoslaviće, Pavlovići (sinovi kneza Pavla) i Vlatko Vukoslavić je isto tražio za sebe pravo vladanja župom Banjicom. Vukac Hrvatinić je preuzeo župa Luka po blagoslovu novog bosanskog bana, Stjepanovog nećaka, Tvrtka I., u povelji izdanoj 11. kolovoza 1366. za njegovu vjernost u bitkama koje je Tvrtko vodio protiv svoga suverena, hrvatsko-ugarskog kralja Ludovika Velikog, koji je i oženio Stjepanovu kćerku.
Njihov najpoznatiji predstavnik je Hrvoje, koji je kasnije postao Veliki vojvoda i potkralj Bosne (de facto stvarni vladar) i herceg Splita, te kraljev namjesnik u Hrvatskoj i Dalmaciji. On je bio jedan od najutjecajnijih plemića tog vremena, najstariji sin kneza Vukca Hrvatinića, koji je oženio Jelenu Nelipčić, unuku moćnog hrvatskog bana Ivana I. Nelipca (kneževa Nelipići) i sestru Ivana III. Nelipca (Ivaniša Nelipića). Kada je hrvatsko-ugarski kralj Ludovik Veliki umro, uključio se u dinastičke sukobe, pomažući Ladislavu Napuljskom da postane kralj. Za nagradu je dobio na upravu velika područja i titulu splitskog hercega i potkralja Dalmacije i Hrvatske, Velikog bana Banovine Vrbas, Velikog Vojvode Bosne i Donjih Kraja, u zbilji vladara Bosne i većine Hrvatske i Dalmacije. Za vrijeme vrhunca svoje moći je utemeljio grad Jajce.
Hrvoje se po svojim djelima pokazuje, kao od prvog puta pojavljivanja u izvorima (u lipnju 1346.) to dramatičnog pisma kraljici Mariji (1413.), kao podanik bosanskog bana/kralja, ali u isto vrijeme i podanik hrvatsko-ugarskog kralja.
S pomoću Hrvoja, Ostoja Kotromanić je došao na vlast u Bosni 1398., i djelovao po Hrvojevoj želji. Nakon krunidbe Ladislava Napuljskog u Zadru, 1403., dobio titulu Hercega Splita, koja mu je dala i otoke Brač, Hvar i Korčulu. Upravljajući Splitskim vojvodstvom, kao potkralj Dalmacije i Hrvatske, Veliki Vojvoda Bosne i Vojvoda Donjih Kraja postao je najveći suparnik Žigmundu u hrvatskim zemljama južno od Gvozda.
Rast njegove moći je pridonio širenju Donjih Krajeva.
Još godine 1372. piše papa Grgur XI., da je župa Glaž (oko današnjeg Prnjavora i Ukrine) "u vlasti ugarskog (hrvatskog) kralja", a malo kasnije dobiva je ban Tvrtko. 
Godine 1406. otpremi hrvatsko-ugarski vazalni ban i kralj Bosne Stjepan Tvrtko II. u dogovoru s hercegom Hrvojem, vojvodom Sandaljem Hranićem i ostalim plemićima poslanike svoje na napuljski dvor kralju Ladislavu te ga zamoli da potvrdi bosanskom kraljevstvu, stare granice, kakve su bile u doba bana Kulina (1180. – 1204.), a u prvom redu, one prema prema ostatku hrvatsko-ugarske države. Ladislav Napuljski, veoma obradovan poslanstvom svoga "premiloga rođaka" bosanskog kralja, je to rado učinio (prema njegovim uputama).
Granice Donjih krajeva prema ostatku Hrvatske ostale su iste kao u vrijeme bana Kulina (tj. početkom 13. stoljeća bile su iste kao i godine 1406.). Granicu je predstavljala crta povučena od planine Grmeč jugoistočno do Skoplja na Vrbasu ili drugim riječima, tada je Donje krajeve činio čitav prostor od Vrbasa na zapad, gdje su se nalazile župe Plivska, Zemljička, Vrbanjska i Mrenska. To je čisto hrvatski predio, koji je pripadao za narodne dinastije Hrvatskome Kraljevstvu, i baš je uz njega prvobitno i bilo vezano ime Donji kraji.
To područje Hrvatske je povezano s Bosnom za vrijeme bizantskog vladanja, dakle za vrijeme Kulina bana. Međutim, kako je rasla i jačala moć porodice Hrvatinića, koja je tu gospodarila odavna, onako kao Šubići u župi Bribirskoj, tako su se vremenom i ime Donjih krajeva širilo izvan te jezgre, na ostale posjede Hrvatinića, dalje na sjever i istok, prešavši Vrbas. Za najmoćnijeg Hrvatinića, vojvode Hrvoja, Donji su krajevi dosegli kroz neko vrijeme i najšire prostranstvo. U to doba sačinjavale su ih sljedeće župe: Pliva, Luka, Zemljik (Zemljanik), Vrbanja, Glaž, Mren, Vrbas, neko vrijeme i Sana, a tek privremeno i Dubica.

### 15. stpljeće, Osmanlije i pad Bosanskog Kraljevstva
Kako je Žigmund Luksemburški pobjeđivao u dinastičkom ratu protiv Ladislava Napuljskog i preuzimao moć nad Hrvatsko-Ugarskim kraljevstvom, tako je slabio Hrvojev utjecaj.
Godine 1407. je Žigmund napao Donje kraje, ali je bio odbijen. Prijelomni trenutak je došao nakod Žigmundove pobjede u Bitci kod Dobora (1408). Hrvoje nije osobno sudjelovao u bitci, no katastrofa protu-žigmundovih snaga ga je natjerala da se izmiri s hrvatsko-ugarskim kraljem. Tako je izgubio većinu privilegija, iako je na početku zadržao sve naslove i posjede koje mu je Ladislav dodjelio. Hrvojeva moć je počela opadati.
Kako je njegov suparnik Sandalj Hranić Kosača podupirao Žigmunda, Hrvoje je pozvao Osmanlije u pomoć 1415., što je dovelo do bitke kod Lašve (1415.), u kojoj je Žigmund poražen. Hrvoje je umro početko 1416., skupa sa svojim sinom Balšom, nakon čega su se njegovi posjedi brzo raspršili. Ostatak Donjih kraja je prešao u vlast njegovog rođaka Jurja Vojsalića, dok se njegova udovica Jelena Nelipčić, sestra hrvatskog bana Ivana III. Nelipca preudala za bosanskog kralja Stjepana Ostoju, donoseći velike posjede u Donjim Krajima vladajućoj obitelji Kotromanića, poput gradova Jajca i Ključa, koji su dobili titule "kraljevskih gradova", bili uključeni u kraljevski posjed i čvrsto povezani s Bosanskim Kraljevstvom.
Jajce, velika utvrda, koje je bilo izgrađeno u 14. stoljeću, kao središte Hrvoja Vukčića je tako postalo jedan od glavnih gradova Bosanskog kraljevstva. To je bio jedini kraljevski posjed u Donjim Krajima, kojeg Stjepan Tomašević naziva "kraljevskim središtem", i ukrašava njegovu citadelu grbom Kotromanića.
Juraj je kasnije, 1434., podržao bosanskog kralja Tvrtka II. protiv Sandalja Hranića Kosače u građanskom ratu. Nasljedio ga je sin Petar. Njegova vladavina je obilježena boljim vezama s papom, koji je često branio Kneza Donjih Kraja, ističući da on jedini od lokalnih plemića zadržava čistu vjeru. Aktivno je podupirao Vladislava Hercegovića Kosaču u borbi protiv njegova oca Stjepana Vukčića. Zadnji puta je spomenut kao živući u Venecijanskom dokumentu iz 1456.
Godine 1463., Osmanlije su napravile iznenadan napad, kada su preusmjerile svoju vojsku iz napada koji je trebao ići na Ugarsku. Utvrde su brzo pale i Stjepan Tomašević je pobjegao iz Jajca dublje u Donje Kraje, dok je kraljica majka Katarina pobjegla na obalu. Osmanlije su sustigle kraljeve snage kod Ključa na Sani, gdje su ga zarobili i vratili u Jajce, gdje su mu odsjekli glavu na zahtjev i očigled Mehmeda Osvajača.

## Posljedice
Nakon Bosanskog Kraljevstva pod Osmanlije, hrvatsko-ugarski kralj Matijaš Korvin je oslobodio sjever i zapad kraljevstva, pretkraj 1464., uključujući i Donje Kraje, gdje je osnovao Jajačku Banovinu koja se održala do 1528. Jajačka banovina je u tom razdoblju obuhvaćala cijele Donje Kraje, osim župe Uskoplje, kojom su vladale Kosače. Naslov kralja Bosne je dodijeljen plemenitoj slavonskoj obitelji Iločkih, a većina banova Jajačke banovine su bili također i banovi Hrvatske, nastojeći organizirati obranu protiv nadirujućih Osmanlija. 
Nakon pada Jajačke banovine, područje je postalo dio Vilajeta Bosne; Kliškog, Bihaćkog i Bosanskog sandžaka.

U tom razdoblju Evlije Čelebija spominje Ključ, i govori da se nalazi u Donjim Krajima i da je na rijeci Sani.

## Župe Donjih Krajeva

### Plivska župa
Plivsku župu prvi put spominje kao dio hrvatske države car Konstantin Porfirogenet, a kako se iz jednog svjedočanstva vidi, prostirala se s obiju obala rječice Plive, koja se kod Jajca ulijeva u Vrbas. Na jugoistoku je graničila sa Skopljanskom župom, na jugozapadu s Glamočkom, na sjeveroistoku sastajala se kod Jajca s Lučkom, na istoku bio joj je Vrbas granica, a na sjeveru Zemljička župa. Glavno mjesto je bio Sokol Grad na lijevoj obali Plive, čiji se ostatci vide još i danas.
Ta se župa u izvorima opet spominje drugom polovicom 14. stoljeća, za navale kralja Ludovika I. Anžuvinca. Negdje koncem 14. stoljeća podiže u Plivskoj župi, upravo ondje, gdje se Pliva ulijeva u Vrbas, herceg Hrvoje tvrdi i i glasoviti grad Jajce, koji se za turske najezde podiže nad svim ostalim bosanskim gradovima, postavši kraljevskim prijestolnim gradom. Godine 1434. spominje se u jednoj ispravi Tvrtko Milatović kao plivski vlastelin. Predio oko Plive, poznat je pod narodnim imenom Plivski podovi.

### Lučka župa
Lučka župa prostirala se na desnoj obali Vrbasa, Jajcu na istok, te joj se ime sačuvalo u današnjem nazivu onoga kraja Dno Luka, kojima protiče Lučina potok. Izvori je rijetko spominju. Zna se samo, da joj je u njoj bio herceg Hrvoje bio gospodar, a knez da je u njoj bio Milat Čučić, te da se u njoj godine 1461. dizao grad Komotin, kome se još i danas vide ostaci nad vrelom komotinskog potoka.

### Zemljička župa
Zemljička ili Zemaljnička župa širila se s obiju strana srednjega Vrbasa do nadomak današnje Banje Luke, koja međutim nije toj župi pripadala. Zemljička se župa prvi put spominje godine 1287., kad ju je 8. svibnja bosanski ban Prijezda poklonio "prvorođenom sinu" slavonskoga bana Stjepana III. Babonića, po svoj prilici svome zetu Vladislavu, mužu njegove kćeri Katarine. Tom se prilikom navode njezine granice.
Na zapadu je graničila s Glaškom, na istok Sanskom, na sjeveru Plivskom i na jug s Vrbaškom župom. Od mjesta, što se u njoj spominju, razumljiva su i poznata: Bistrica, Kola i Ponikve, dok nije točno određen položaj glavnog mjesta Zemljika. Međutim, Babonići nisu bili dugo u posjedu Zemljičke župe jer je prešla (ne zna se kako) u posjed Hrvojevih predaka. Već 1232. spominje se Pavao Hrvatinić kao gospodar "svemu Zemljiku". Dana 12. kolovoza 1434. spominje se u jednoj ispravi vojvoda Marko svjedok "od Zemalnika".

### Vrbanjska župa
Vrbanjska župa protezala se na lijevoj obali rječice Vrbanje, a na desnoj obali Vrbasa. U njoj je bilo glavno mjesto Kotor, kome se i danas vide ostaci, a pod njime varoš istoga imena. Kotor je bio najmilije prebivalište hercega Hrvoja. Napose se spominje u jednoj ispravi od 2. travnja 1412., kada ga Hrvoje prepisuje svojoj ženi Jeleni kao jamčevinu za unajmljenje mu novce. Istom se prigodom navodi kao svjedok i vojvoda Pripko "iz Vrbane".

### Glaška župa
Glaška župa širila se oko obiju obala rijeke Ukrine, na istok Dubičkoj i Vrbaškoj župi, sve do vreliša savske pritoke Usore. Ona je još godine 1334. pripadala Hrvatskoj, odnosno ondašnjoj Slavoniji te potpadala u crkvenom obziru Zagrebačkoj biskupiji, a godine 1391. pripada Hrvojevim Donjim krajevima. Glavno mjesto je bio Glaški Grad, a pod njime se nalazila varoš Srida. Točniji polžaj obaju mjesta do danas nije poznat. U tom se gradu nalazio na ljeto 1244. kralj Bela IV. i otada sklapao mir s Venecijom. Godine 1285. bio je glaški župan knez Radoslav iz porodice Babonića.

### Mrenska župa
Mrenska župa se nalazila u porječju gornje Sane oko grada Ključa i Mrena na Sani, pod kojima se nalazila varoš Kljevci, koja postoji i danas pod ovim imenom. U toj su se župi nalazili i Lušci, koji se godine 1392., u jednoj listini jednostavno spominju kao mjesto u "Donjeh Krajih". Grad Ključ se navodi prvi put godine 1325. kao vlasništvo porodice Hrvatinića, no zacijelo da je to bio već davno prije. Opet se spominje 1354. kao baštinski posjed najstarijeg sina kneza Hrvatina Stipanića, Vukoslava Hrvatinića i sina mu Vlatka Vukoslavića. Grad Mren pripade od Hrvatske hercegu Hrvoju između godina 1385. i 1391.

### Vrbaška župa
Vrbaška župa zapremala je obje obale donjeg Vrbasa. Sve do pod kraj 14. stoljeća pripadala je tadašnjoj Slavoniji, a tek onda ju je pripojio vojvoda Hrvoje svojim Donjim krajevima. Središte je u njoj bio Vrbaški Grad (danas Banja Luka, još 1299. kaže se za njega da je bio kraljevski), onda Vojskovo, Turjak, Gradac, Podgradci, Viduši, Ivanjska i Lipovac. sva se ova mjesta još polovicom 14. stoljeća spominju kao župe biskupije zagrebačke.

### Sanska župa
Sanska župa je obuhvatala obje obale srednje i donje Sane, i također je krajem 14. stoljeća pripadala Donjim krajevima. Spominje se od godine 1264. veoma često u spisima biskupije zagrebačke, kojoj je pripadala, a dugo je njome vladala porodica knezova Babonića Blagajskih, čija je kolijevka tu postojala. To su bila mjesta: Kozar, Blagaj, Japra, Vodica, Oštra Luka i Hrvaćani. Pripadala je Donjim krajevima, tek desetak godina, kada ju je Sigmund Luksemburški vratio Slavoniji.

### Dubička župa
Dubička župa je bila ograničena Unom na jugu između ušća Sane te Kozare i Prosare planine, pripadala je Donjim krajevima tek kroz četiri godine (1398. – 1402.), kada ju je Hrvoje osvojio na sablji. Tu su bila mjesta: Dubički Trg, Greda, Slabinja i Strigova.

## Prijestolni grad Jajce
Jajce je bilo glavni grad Donjih krajeva. Nastalo je na utoku Plive u Vrbas. Prvi se put spominje u pisanim dokumentima 1396. Bio je posjed Hrvoja Vukčića Hrvatinića, a oko sredine 15. stoljeća prelazi u vlast kralja. Godine 1463. pada pod Turke, ali ga već potkraj iste godine preotima Matijaš Korvin i tu osniva Jajačku banovinu za obranu od Turaka. Na prijelazu iz 1527. u 1528. ponovno ga zauzimaju Turci, a sam grad gubi na važnosti, tako da se u 17. stoljeća zidovi utvrde znatno osipaju. U velikome požaru 1658. potpuno je uništen, a nakon toga tek donekle popravljen, tako da su utvrde Jajca u ruševnome stanju sve do 1880-ih, kada se izvode opsežniji konzervatorski radovi na citadeli i tornju sv. Luke.
U 12. stoljeću tu postoji nekoliko građevina profana i sakralna karaktera, npr. crkva u romaničkome stilu na mjestu mlade gotičke crkve sv. Marije. Još jedna romanička građevina stajala je u donjemu dijelu grada, a na Carevu polju otkrivenaje romanička reljefna ploča. U 13. i početkom 14. stoljeću gradi se veliki zid oko naselja, koji se u drugoj polovici 14. stoljeća znatno pojačava, tada se na citadeli izgradjuje dvor u oblicima retardirane romanike. Pokraj Medvjed-kule kleše se u podzemlju dvorana na dva poda, poznata pod imenom Katakombe, koja je vjerojatno trebala služiti kao prostor za odvijanje rituala Zmajeva reda. Sudeći po grbu u predvorju, prostorje klesan po nalogu hercega Hrvoja, možda potkraj njegova života jer je rad ostao nedovršen.
U najstarijem popisu franjevačkih samostana u Bosni od 1385. – 1390., samostan i crkva u Jajcu ne spominju se, ali su postojali, kada je sv. Jakov Markijski boravio u Bosni, 1432. – 1438.  Herceg Hrvoje Vukčić Hrvatinić, koji je osnovao i izgradio Jajce prema uzoru anžuvinskoga grada D'Uovo u Napulju, u samom brijegu povrh mjesta Jajca iskopao je za se grobnu crkvu u romanskom stilu. Crkva sv. Ivana u Podmilačju niže Jajca, koju su katolici jedinu sačuvali u svojim rukama iz doba prije turskoga zauzeća, građena je u gotskom slogu, po svoj prilici početkom 14. stoljeća. Drugu crkvu pod imenom sv. Katarine podigla je bosanska kraljica Katarina prije 1458.
Otprilike u isto doba franjevci podizu na ruševinama romaničke crkve svoj samostan sv. Marije, pri čemu zadržavaju romanički zapadni portal starije građevine, iznad kojega umeću gotičku rozetu. Oko 1460. na sjeveroistočnoj strani crkve dograđen je toranj sv. Luke, koji je u donjim dijelovima bio izveden u gotičkome stilu, dok su gornje tri galerije bile oblikovane kao romaničke trifore. Toranj je pravljen u romanskom slogu po uzoru sličnih zvonika u Emiliji i Mletačkoj krajini u Italiji. Budući da se za takvu građevinu potrebno mnogo novaca, misli se, da je crkvu, uz koju se diže zvonik, podigla kraljica Katarina. Po narodnom sjećanju ta se crkva zvala "sv. Luke", jer su se u njoj neko vrijeme čuvale moći toga sveca.
Oko sredine 15. stoljeća izgrađen je na citadeli kraljevski dvor u stilu mletačko-dalmatinskom kasne gotike, bliske radionici Andrije Alesija. Na ulazu u citadelu podignut je svečani gotički portal s grbom kralja Stjepana Tomaševića. U prvim desetljećima 16. stoljeća, dvor je proširen dogradnjama u stilu srednjovjekovne kasne gotike. U doba Turaka crkva sv. Marije pregrađena je u džamiju, a toranj sv. Luke pretvoren u minaret.  Prema izvještaju Atanazija Jurjevića (Georgiceo) iz 1626., jedna od tih crkava, koja je imala uza se "vrlo lijep toranj izgrađen od kamena na starinsku", bila je pretvorena u džamiju, a druga u javno kupalište.  Kraljevski dvor je stajao još u 17. stoljeću kao ruševina, a potpuno je razoren potkraj 18. ili početkom 19. stoljeća.

## Unutarnje poveznice
- Starohrvatske županije
- Hrvatinići
- Bosanska banovina
  - Vrhbosna, Usora i Soli, Podrinje,
  - Završje, Zahumlje, Travunja
- Turska Hrvatska, Bosanska krajina